# Meniška vas
Meniška vas – wieś w Słowenii, w gminie Dolenjske Toplice. W 2018 roku liczyła 351 mieszkańców.